# Drosophila pseudosaltans
Drosophila pseudosaltans este o specie de muște din genul Drosophila, familia Drosophilidae, descrisă de Magalhaes în anul 1956. Conform Catalogue of Life specia Drosophila pseudosaltans nu are subspecii cunoscute.